# Gabriel Maillé
Gabriel Maillé est né le 20 décembre 1995 dans la ville de Boisbriand. Ayant débuté en tant qu'un jeune acteur, il est maintenant acteur canadien ayant fait part dans de nombreux films et séries.
Maillé est apparu dans les films C'est pas moi, je le jure! et 1981 avant de décrocher un rôle majeur dans Marécages.

## Filmographie
- 2004 : Dans une galaxie près de chez vous de Claude Desrosiers : neveu du capitaine Charles Patenaude
- 2008 : C'est pas moi, je le jure! de Philippe Falardeau : Jérôme Doré, le frère aîné
- 2009 : 1981 de Ricardo Trogi : Jérôme Bernatchez, le leader des « K-Way rouges »
- 2009-2016 : Yamaska : Frédérick Harrison
- 2011 : Marécages de Guy Édoin : Simon